# العلاقات الكويتية المصرية
العلاقات الكويتية المصرية هي العلاقات الدولية بين مصر ودولة الكويت. وتُعتبر إحدى النماذج المتميزة في العلاقات العربية، أكد وكيل الحرس الوطني التابع لدولة الكويت في يونيو 2016 بعمق العلاقات ما بين البلدين لاسيما في الجانب العسكري.

## التاريخ
امتدت العلاقات الكويتية المصرية منذ بدايات القرن العشرين خاصةً بعد زيارة المفكر التنويري الشيخ المصري محمد رشيد رضا لدولة الكويت في عام 1913 حيث استقبل بحفاوة بالغة وعاد إلى مصر لكي ينشر سلسلة مقالات في مجلته المنار عبر فيها عن انطباعاته الإيجابية عما شاهده في الكويت وكيف تفاعل مع شعبها آنذاك، وكانت العلاقات نموذجاً متميزاً ورائداً للعلاقات التي يجب ان تجمع بين الدول العربية في جميع الظروف باعتبارها ضمانة الأمن والاستقرار في تلك الدول وصمام الأمان لشعوبها. وطوال تلك العقود شهدت العلاقات الكويتية المصرية محطات مهمة ستبقى تُذكر في سجلات التاريخ وذاكرة الشعبين لعل أكثرها مكانةً هي تلك الحروب التي تشارك فيها البلدين وبصورة خاصة حرب عامي 1967 و1973 وحرب تحرير الكويت عام 1991.